# 전주여울초등학교
전주여울초등학교는 대한민국 전북특별자치도 전주시 완산구에 있는 초등학교다.

## 학교 연혁
- 2002. 6. 10 전주여울초등학교 설립 인가
- 2003. 9. 1 전주여울초등학교 개교(15학급)
- 2007. 3. 1 - 2008. 2. 29 교육인적자원부지정 양성평등교육 정책 연구학교 운영
- 2008. 3. 1 유치원 3학급 편성. 종일반 운영
- 2010. 3. 1 - 2011. 2. 28 전라북도교육청지정 방과후학교 정책연구시범학교 운영 / 학부모 참여 지원 사업 우수학교 수상
- 2013. 3. 1 37학급 편성
- 2014. 3. 1 제5대 장귀선 교장 부임
- 2015. 2. 13 제11회 졸업생 174명(총 1,785명)